# Johannes Thielmann

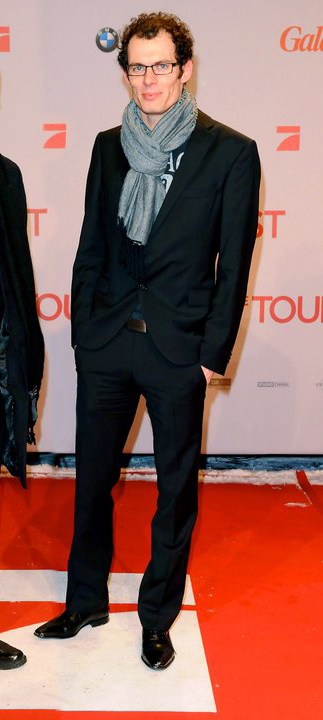
Johannes Thielmann, vor 2011

Johannes Thielmann (* 13. Dezember 1981 in Greifswald) ist ein deutscher Filmproduzent, Filmregisseur und Drehbuchautor.

## Leben
Seine Kindheit verbrachte Thielmann in Meiningen in Thüringen. Er entstammt einer traditionsreichen Schauspielerfamilie: Großvater war der Schauspieler und Intendant des Meininger Theaters von 1974 bis 1981 Wilhelm Thielmann (1922–2004), Mutter die Schauspielerin Marianne Thielmann (1956–2012). Urgroßvater war der Maler Wilhelm Thielmann.
Durch Assistentenjobs stieg er nach seinem vorzeitigen Schulabbruch als Quereinsteiger in die Branche ein. Am Meininger Staatstheater inszenierte er das Stück Einfach Kompliziert von Thomas Bernhard.
Im Jahr 2001 gründete der Autodidakt die Filmproduktionsfirma Futur Film.
Er produzierte und inszenierte 2002 den Kinokurzfilm Nachtmusik mit Katja Riemann in der Hauptrolle. Der Film erhielt vom Bewertungsausschuss der Filmbewertungsstelle Wiesbaden das Prädikat „besonders wertvoll“. Der Kurzfilm Acting wurde 2004 produziert. Als Hauptdarsteller spielten Maria Schrader und Sebastian Blomberg mit.
Neben weiteren Musikvideos, Theaterinszenierungen und Werbespots produzierte Thielmann den Charity-Spot Reach out your hand für die Hilfsorganisation CARE. In dem Spot wirkten zahlreiche Prominente wie Hannes Jaenicke, Vicky Leandros, Klaus Wowereit, Jessica Wahls, Sven Martinek, Udo Walz, Paula Kalenberg, Martin Kesici, Lou Bega, Anastasia Zampounidis und Nina Eichinger mit.
2013 produzierte Thielmann den TV-Werbepot für K&L Wall Art mit den Testimonials Jana Ina und Giovanni Zarrella, 2014 das Werbeformat „Deyle's Diary“ mit Schauspieler und Moderator Sebastian Deyle für Parship. 2017 arbeitete Thielmann für einen Werbespot für PLVY mit Rote-Rosen-Schauspieler Frederic Böhle zusammen.
Für Netflix inszenierte er 2018 den viralen Promotionhit „Xmas Choir“, in dem ein Seniorenchor Weihnachtsklassiker humorvoll interpretiert.
Seit 2020 betreut Thielmann als Producer auch StrockTV, ein Livestream-Format aus dem Berliner Huxleys für Rockkonzerte in dessen Rahmen u. a. Kadavar, Mad Sin, Evil Jared, MC Fitti, Eric Fish (Subway to Sally), Specki (In Extremo) oder Christian Bass (Heaven Shall Burn) auftraten.
2021 veröffentlichte Netflix unter der Regie von Johannes Thielmann einen Satire-Werbespot mit Maximilian Mundt, dem Hauptdarsteller von How to sell drugs online (fast), in dem im Neunzigerjahre-Stil ein Netflix-Fake-Brettspiel beworben wird. 2022 folgte die Regie für die Werbespots von Podimo für „3:29 Uhr“, dem ersten Podcast von Sebastian Fitzek.
Im März 2022 produzierte Johannes Thielmann auf Initiative von Max Buskohl ein Benefizkonzert als Zeichen gegen den Krieg in der Ukraine. Auf der Bühne standen u. a. Fatoni, Henning Wehland, KLAN, Milliarden, MPNG, Daniel Donskoy, Mimi Mitina und Vyka. Highlight war die ukrainische Band Selo i Ludy, deren Auftritt direkt aus dem Kriegsgebiet in Charkiv via Livestream übertragen wurde. Die Moderation übernahmen Annie Hoffmann und Patrice Bouédibéla. Alle Einnahmen kamen der Initiative LeaveNoOneBehind von Erik Marquardt, Lars Eidinger, Carola Rackete und Joko Winterscheidt zugute.
Für die League of Legends European Championship 2023 von Riot Games inszenierte Thielmann u. a. die E-Sport Stars Rasmus „Caps“ Winther (G2 Esports), Luka "Perkz" Perković (Team Vitality) und "Rekkles" Martin Larsson (E-Sportler) (Fnatic). Im selben Jahr startete er als Producer mit "Sage Sessions" ein Videoformat, welches unter der Moderation von Nico Webers (War from a Harlots Mouth) Rock- und Metalbands (u. a. Lena Scissorhands mit Infected Rain) aus dem Berliner Sage Club präsentiert.

## Filmografie (Auswahl)
- 2000: Bimotional (Kurzfilm; Produzent, Regisseur, Autor)
- 2001: Theorem (Kurzfilm; Produzent, Regisseur, Autor)
- 2002: Nachtmusik (Kurzfilm; Produzent, Regisseur, Autor)
- 2005: Acting (Kurzfilm; Produzent, Regisseur, Autor)
- 2007: Sommerregen (Musikvideo; Produzent, Regisseur)
- 2008: Addicted to Sunil (Werbespot; Ausführender Produzent, Regisseur)
- 2010: Reach out your hand (Celebrity-Charityspot; Produzent, Regisseur)
- 2013: Xounts (Werbespot; Produzent, Regisseur)
- 2013: K&L Wall Art – Jana Ina & Giovanni (Werbespot; Produzent, Regisseur)
- 2015: Junkyard Rebellion – Working Class Hero (Musikvideo; Produzent, Regisseur)
- 2017: INFIDELIX feat. JT – Gold (Musikvideo; Produzent, Regisseur)
- 2017: Concert VR – Teaser (App-Opener; Produzent, Regisseur)
- 2017: PLVY – Tabeltennis (Werbespot; Produzent, Regisseur)
- 2018: NETFLIX – How to sell drugs online (fast) (Promotionshoot; Regisseur)
- 2019: NETFLIX – Skylines (Promotionshoot; Regisseur)
- 2020: Lition – Ökostrom (Werbespot; Produzent, Regisseur)
- 2021: Shopmate (Werbespot; Produzent, Regisseur)
- 2021: ReBuy – Accidental Role Model (Werbespot; Produzent)
- 2021: NETFLIX – The Board Game (Werbespot; Regisseur)
- 2022: Podimo – 3:29 Uhr Fitzeks Todesstunde (Werbespot; Regisseur)
- 2022: Noise For The Voiceless – Brutal Attacks (Musikvideo; Produzent, Regisseur)
- 2023: Riot Games – League of Legends LEC Winter 2023 (Werbespot; Regisseur)
- 2024: Valorant – Winter Campaign (Werbespot; Regisseur)

## Theaterregie
- 2000: Einfach kompliziert[1] (Einpersonenstück von Thomas Bernhard; Das Meininger Theater)
- 2007: Fußballfieber oder das Mädchen, das Uwe Seeler sein mußte (Einpersonenstück; Das Meininger Theater)

## Auszeichnungen
- 2002: Filmprädikat „besonders wertvoll“ für „Nachtmusik“